# Гап (округ)
Гап (фр. Gap) — округ (фр. Arrondissement) во Франции, один из округов в регионе Прованс-Альпы-Лазурный берег. Департамент округа — Верхние Альпы, супрефектура — Гап.
Население округа на 2006 год составляло 96 737 человек, плотность населения — 28 чел./км². Площадь округа составляет всего 3411 км².